# Casio
Casio Computer Co., Ltd. (カシオ計算機株式会社 Kashio Keisanki Kabushiki-gaisha) (TYO: 6952
) er en multinational elektronikvirksomhed med hovedsæde i Shibuya, Tokyo, Japan. Virksomhedens produkter inkluderer lommeregnere, mobiltelefoner, kameraer, musikinstrumenter og ure. Den blev grundlagt i 1946 og i 1957 lancerede den verdens første fuldt elektriske kompaktregnemaskine. I 2010 havde virksomheden 11.336 medarbejdere og en omsætning på 4,616 mia. USD.

## Historie
Casio er grundlagt i april 1946 af Tadao Kashio, en ingeniør med speciale i fabrikationsteknologi. Kashios første væsentlige produkt var yubiwa pipe, en fingerring der kan holde en cigaret, således at der kan ryges helt enden samtidig med at rygerens hånd er fri. Japan blev forarmet umiddelbart efter Anden Verdenskrig så cigaretter var værdifulde og opfindelsen en succes.
Efter at have set den elektriske regnemaskiner på den første forretningsmesse i Ginza, Tokyo i 1949, brugte Kashio og hans yngre bror deres fortjenste fra yubiwa pipe til at udvikle deres egne regnemaskiner. De fleste regnemaskiner på den tid fungerede ved hjælp af gear og kunne opereres med hånden ved hjælp af af en krank eller en motor. Kashio benyttede viden om elektronik til at fremstille en regnemaskine som benyttede solenoider. Den skrivebordsstore regnemaskine var færdig i 1954 og var den første japansk udviklede elektromekaniske regnemaskine. En af de centrale teknologiske landevindinger var indførelsen af et 10 knappers tastatur, andre regnemaskine dengang benyttede et stort tastatur med mange knapper.
I 1957 lancerede Casio modellen 14-A, som solgte for 485.000 yen, som verdens første fuldt elektriske kompaktregnemaskine. I 1957 blev Casio Computer Co. Ltd. også etableret.
I 1980'erne blev Casios budgetvenlige elektroniske instrumenter og keyboards meget populære. Virksomheden blev også kendt for en lang række armbåndsure. Det var en af de første producenter af quartz crystalure, både digitale og analoge. Der blev også solgt lommeregnerure. Det var en af de første producenter af ure der kunne vise tiden i mange forskellige tidszoner og nogle ure havde termometer, barometer, kompas og endda GPS.
En række kameraer er fremstillet af Casio, inklusiv det første forbrugerdigitalkamera med LCDskærm, det første 3 megapixel kamera til forbrugermarkedet, den første ultrakompakte model og det første digitalkamera med keramisk linseteknologi.

### Tidslinje over produktlanceringer
- 1957 Casio lancerer Model 14-A, verdens første fuldt elektriske kompaktregnemaskine.
- 1965 001 lommeregneren lanceres.
- 1972 Casios personlige lommeregner lanceres. Casio "Mini" sælger for over 12.800 yen, og over 10 millioner enheder.
- 1974 Casiotron, et ur med fuldautomatisk kalender lanceres.
- 1980 Casio lancerer Casiotone keyboard instrument.
- 1983 Det første G-Shock-ur, DW-5000C lanceres.
- 1985 Casio lancerer den første professionelle synthesiser, CZ-101.
- 1991 F-91W digitalur med retrodesign, alarm og stopur lanceres.
- 1995 Illuminator/Foxfire backlight lanceres. DW-5600E blev annonceret som det første G-Shock-ur med et fuldt EL LCDpanel.
- 1995 QV-10, verdens første digitalkamera med TFT skærm lanceres.
- 2000 WQV-1, verdens første armbåndsur med digitalkamera lanceres.
- 2002 EX-S1t, det første Exilim digitalkamera lanceres.
- 2007 OCW-S1000J, døbt Oceanus "Manta", lanceres og er verdens tyndeste soldrevne kronograf.
- 2011 Casio lancerer Casio Prizm (fx-CG10/fx-CG20), en fuldfarvet graflommeregner.

## Produkter
Casios produkter inkluderer lommeregnere, ure, kasseapparater, illuminatorer, digitalkameraer (Exilim Serien), videokameraer, bærbare og subnotebooks, mobiltelefoner, elektriske keyboards, PDAer (E-Data Bank), elektroniske ordbøger, digitale dagbøger, printere og håndholdte tv-apparater.
I dag er Casio mest kendte for sine holdbare ure, bl.a. Casio g-shock.

## Galleri
- Casio fx-7000G, the world's first graphing calculator
- An old Casio calculator
- QV-10 Digital camera
- Casio F-91W Digital watch
- EX-S600 Digital camera
- Au W31CA Mobile phone
- DW5600C A G-Shock watch
- DW-5600E-1V One of the first Illuminator watches
- Casio PRG 60 AVER Triple Sensor Watch
- Casio "Wave Ceptor" Radio-Synchronized Watch
- Casio Tough Solar "Wave Ceptor" watch
- Pro Trek Triple Sensor Watch
- Casio EV-SP3900 Electronic dictionary
- fx-991MS Scientific calculator
- Casio Edifice EFA-111D-7AV watch with 10-year battery life
- Casio fx-115ES Scientific calculator with Natural Display